# Мадемуазель де Скюдери
«Мадемуазель де Скюдери. Хроника времён Людовика XIV» (нем. Das Fräulein von Scuderi. Erzählung aus dem Zeitalter Ludwig des Vierzehnten) — написанная в 1818 году остросюжетная историческая повесть (новелла) Эрнста Теодора Гофмана. После публикации в карманном альманахе на 1820 год имела такой успех, что обрадованный издатель прислал автору в подарок ящик вина. Вошла в третью книгу сборника «Серапионовы братья» (1819—1821). В 1822 г. переведена на русский язык (под названием «Девица Скудери») — первой из произведений Гофмана.

## Сюжет
Действие происходит в Париже вскоре после скандального дела о ядах. Помимо этой серии отравлений, парижан беспокоит цепочка загадочных убийств и ограблений. В тёмное время суток на прохожих, которые имеют при себе драгоценные украшения, нападает неизвестный (или неизвестные) с кинжалом. Предполагается, что в столице орудует хорошо законспированная банда. Мероприятия шефа полиции Ла-Рени лишь больше запугивают невинных горожан.
На адресованную королю петицию влюблённых о наведении порядка в городе престарелая поэтесса мадемуазель де Скюдери откликается строчками о том, что тот любовник, который боится воров, недостоин любви. Этим поступком она привлекает к себе внимание серийного убийцы, и тот совершает галантный жест — присылает ей шкатулку с драгоценностями. Скюдери выясняет, что их изготовил Рене Кардильяк, имеющий репутацию лучшего ювелира Европы. Правда, он крайне неохотно расстаётся со своими творениями, из-за чего постоянно ссорится с заказчиками.
Проезжая по Новому мосту, мадемуазель Скюдери получает от какого-то юноши записку с предостережением: злоумышленник требует, чтобы она вернула шкатулку Кардильяку, в противном случае её жизни грозит опасность. Когда через несколько дней она приезжает в его мастерскую, Кардильяк уже мёртв. Он был заколот, как полагает полиция, собственным подмастерьем — Оливье. Дочь ювелира и невеста Ольвье, именем Мадлон, заклинает Скюдери помочь ей доказать невиновность молодого человека.

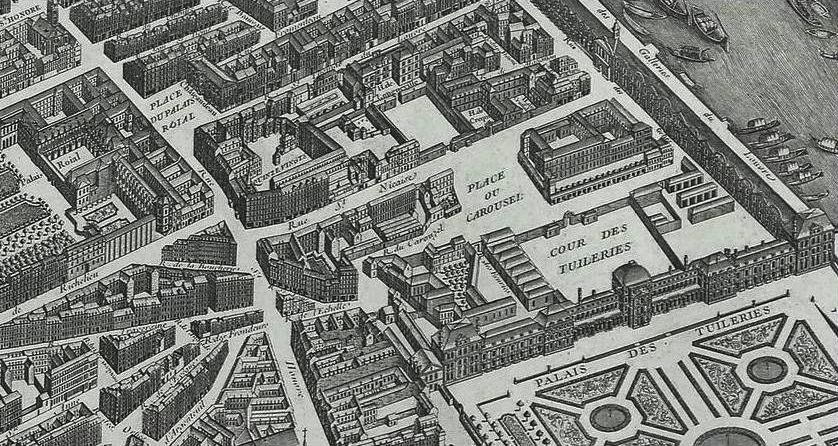
Улица Сен-Никез, где стоял дом Кардильяка

Добрая старушка берёт Мадлон под свою опеку и начинает методично распутывать нити преступления. Она добивается у Ла-Рени дозволения встретиться в тюрьме с Оливье, которого вскоре должны подвергнуть пытке. В нём она узнаёт того юношу, который передал ей записку на мосту, что наводит её на мысли о том, что обвиняемый связан с бандитами; под сомнением и добропорядочность Мадлон. Чтобы оправдать своё доброе имя, Оливье решается раскрыть ей истину.
(Рассказ Оливье). По словам молодого человека, он был изгнан Кардильяком из мастерской, как только ювелиру стало известно о его связи с Мадлон. Когда он ночью наблюдал за окошком своей возлюблённой, то увидел, как золотых дел мастер через потайную дверь покидает свой дом, набрасывается на прохожего и закалывает его кинжалом. Зная, что Оливье стал свидетелем его преступления, ювелир вернул его на службу и дал согласие на его брак с Мадлон. Позднее он даже посвятил будущего зятя в свои тайны.
(Рассказ Кардильяка). Мастер Кардильяк приписывал свою тягу к убийствам недоброй звезде, под которой он был рождён, и тому потрясению, которое испытала его мать, когда носила его во чреве. На придворном празднике в Трианоне она была покорена драгоценным ожерельем на шее одного кавалера в испанском наряде, но тот умер в то самое время, когда пытался овладеть ею. Вероятно, из-за этого происшествия, Кардильяк с детства не мог отвести глаз от ювелирных изделий и, чтобы заполучить их, прибегал к воровству. Когда он стал лучшим ювелиром Европы, то не мог обрести внутренний покой до тех пор, пока его творение не возвращалось в его руки. По ночам он выслеживал своих заказчиков, оглушал их ударом по голове или закалывал кинжалом, после чего завладевал заветным изделием и помещал его в потайное хранилище.
Далее Оливье сообщает Скюдери о том, как по поручению Кардильяка сначала отнёс к ней в дом шкатулку с драгоценностями, а потом бросил в её карету записку с требованием вернуть шкатулку. Голоса, вероятно, нашёптывали серийному убийце, что он должен вернуть себе шкатулку во что бы то ни стало. Опасаясь, чтобы Скюдери не стала следующей его жертвой, Оливье проследил за хозяином, когда тот ночью вышел из дома. Он был свидетелем, как золотых дел мастер напал на проходящего по улице офицера гвардии, как последнему удалось заколоть ювелира его собственным кинжалом и скрыться. Оливье перенёс тело истекающего кровью хозяина в дом, где его задержала полиция.
Все попытки мадемуазель Скюдери спасти Оливье от грозящей ему казни оканчиваются ничем, так как юноша отказывается дать официальные показания против Кардильяка и раскрыть его тайник с драгоценностями. Он опасается, что, узнав правду о своём отце, Мадлон умрёт от горя. К развязке историю приводит deus ex machina — граф Миоссен, полковник гвардии короля, который неожиданно является в дом Скюдери с признанием, что это он убил Кардильяка ради самообороны, когда тот напал на него на ночной улице. На основании этих показаний Оливье выпускают из тюрьмы, и он обретает счастье рядом с Мадлон.

## Литературная техника

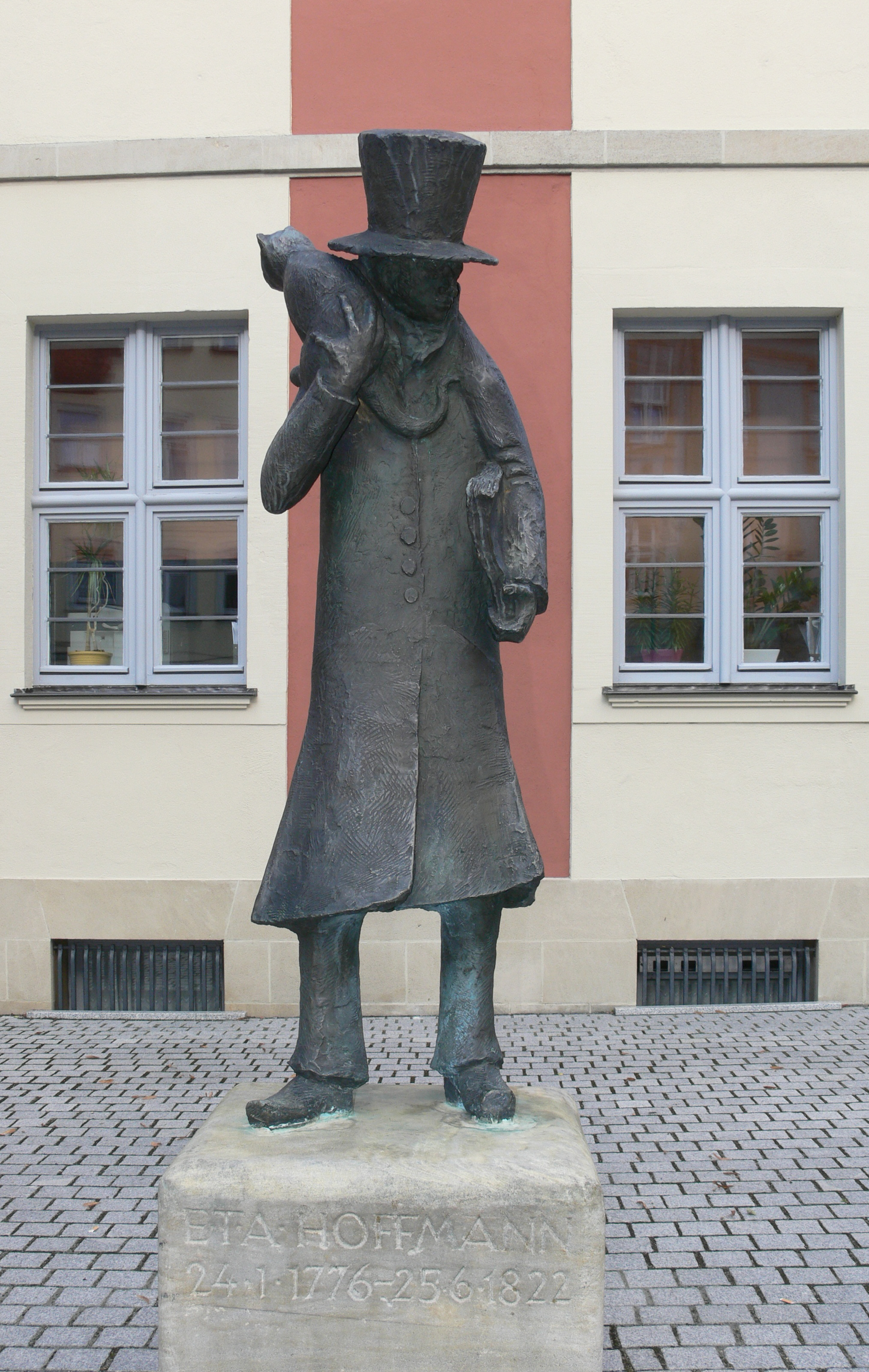
Памятник Гофману в Бамберге

Гофман работал над повестью в течение 1818 года. О двустишии, приписываемом Скюдери, он прочёл в нюрнбергской хронике И. К. Вагензейля (1633—1705). Остальные события, описанные в повести, вымышлены. В Париже автор никогда не был. Для воссоздания достоверной картины Франции позапрошлого века он заказал в библиотеке ряд исторических сочинений о времени правления Людовика XIV. Это позволяет считать «Мадемуазель Скюдери» одним из первых в Германии образчиков исторической прозы. Интрига повести занимательна, её развитие динамично, что не совсем характерно для раннего этапа развития новеллистики. Это достаточно редкое для Гофмана произведение, лишённое налёта мистики.
Как и в других новеллах того же сборника Серапионовы братья (напр., «Счастье игрока»), Гофман опирался при написании повести на «шкатулочную технику» повествования внутри повествования, позволяющей через фильтр сознания нескольких рассказчиков раскрыть внутренний мир загадочного убийцы. Практически все сведения о нём читатель получает из рассказа Оливье уже после смерти Кардильяка (т. н. аналитическая композиция).

## Тематика и значение
Повесть о Кардильяке открывает новую для европейской литературы тему — «гений и злодейство»: насколько они совместимы? Кардильяк — первый литературный персонаж, чья душа принципиально раздвоена: в нём уживаются герой, способный на творческий полёт и на благородные порывы, и злодей, просыпающийся по ночам в закрытой от посторонних глаз части дома. В этом отношении он может рассматриваться как предшественник Джекила/Хайда; единственным выходом видится гибель трагически раздвоенного персонажа. Некоторые немецкие психиатры используют термин «синдром Кардильяка» для обозначения патологического нежелания художника расставаться со своими творениями.
«Мадемуазель де Скюдери» — первое литературное произведение, героем которого является серийный убийца. Есть также мнение, что это первый в истории детективный рассказ, написанный за 19 лет до «Убийства на улице Морг» Эдгара По. Подобно классическому детективу, новелла Гофмана состоит из двух частей — сначала нагнетание криминальной тайны, потом её разъяснение, причём полиция только мешает обнаружению преступника. Однако основной интерес состоит не в разоблачении преступника, а в скорейшем воссоединении влюблённой пары, что нетипично для детективного жанра. Соответственно, у Гофмана нет фигуры сыщика, без которой немыслим классический детектив. Мадемуазель Скюдери так и не добирается до истины, которая выплывает наружу только благодаря признаниям Оливье и Миоссена.
Читатели и издатели требовали от Гофмана новых сочинений в манере «Мадемуазель де Скюдери». В 1820 г. Гофман, сам практикующий юрист, выбрал из сборника знаменитых уголовных дел Питаваля историю маркизы де Пивардьер, обвинявшейся в 1697 г. в том, что она, вступив в любовную связь со своим исповедником, избавилась от мешавшего ей мужа. Маркиза под пытками призналась в том, чего не совершала, и только неожиданное появление в суде её супруга (который уехал из города по своим делам) спасло её от казни. При этом судья принял маркиза де Пивардьера за самозванца и потребовал его ареста. Новелла «Маркиза де ла Пивардьер», опубликованная в одном из лейпцигских альманахов, считается одной из литературных неудач Гофмана.

## Производные сочинения
- Повесть Гофмана была адаптирована для сцены Отто Людвигом в 1847 году и экранизирована пять раз (1911, 1950, 1955, 1968, 1976).
- В 1926 году Пауль Хиндемит написал на сюжет новеллы Гофмана оперу «Кардильяк».
- В феврале 2012 года в Штутгартском балете состоялась премьера балетной постановки «Мадемуазель де С.»[10]